# Palatítsia (Imathie)
Palatítsia (grec moderne : Παλατίτσια) est une localité située dans le dème de Véria, dans le district régional d'Imathie, dans la periphérie de Macédoine-Centrale, en Grèce.
Selon le recensement de 2011, elle compte 834 habitants.